# 20846 Liyulin
20846 Liyulin è un asteroide della fascia principale. Scoperto nel 2000, presenta un'orbita caratterizzata da un semiasse maggiore pari a 2,2621910 UA e da un'eccentricità di 0,1073756, inclinata di 6,32061° rispetto all'eclittica.